# Jeremy Bentham
Jeremy Bentham (London, 15. veljače 1748. [O.S. 4. veljače 1747.] – London, 6. lipnja 1832.) je bio engleski filozof, pravnik, ekonomist i polihistor, koji se danas smatra začetnikom modernog utilitarizma. U središtu Benthamove filozofske misli stoji tzv. načelo najveće sreće, prema kojemu je "najveća sreća najvećeg broja ljudi mjera ispravnog i pogrešnog". Tokom plodne karijere se etablirao kao jedan od glavnih predstavnika anglosaksonske filozofije prava i politički radikal čije su ideje utjecale na razvoj ideje velferizma. Zagovarao je individualne i ekonomske slobode, sekularizam, slobodu izražavanja, jednaka prava za žene i dekriminalizaciju homoseksualnog ponašanja. Pozivao je i na ukidanje ropstva, smrtne kazne i fizičkog kažnjavanja, uključujući i onog prema djeci. U novijem dobu ga se opisuje i kao jednog od najranijih zagovornika prava životinja. Interesantno je, doduše, primijetiti kako je Bentham, iako se zalagao za maksimalno proširenje individualnih prava, bio oštar protivnik prirodnog prava, smatrajući ga besmislicom.
Njegov utjecaj bio je osjetan i tokom njegova života, ali i kasnije. Među njegovim učenicima bili su James Mill i njegov sin, John Stuart Mill, filozof prava John Austin te Robert Owen, jedan od začetnika socijalutopizma.

## Zivotopis

### Rani život
Jeremy Bentham je rođen u Londonu 1748. godine u bogatoj obitelji koja je podržavala torijevce. Bentham je, navodno, već kao dijete pokazao iznimne sposobnosti: kada je imao samo tri godine, njegov otac, inače odvjetnik, pronašao ga je za svojim radnim stolom kako čita višetomnu povijest Engleske, a iste godine je počeo učiti i latinski. Većinu svoga djetinjstva proveo je na imanjima svojih dvaju baka. 
Pohađao je Westminster School u Londonu, gdje je stekao reputaciju pišući pjesme na starogrčkom i latinskom jeziku. Godine 1760., sa samo 12 godine, upisuje Queen's College u Oxfordu, gdje tri godine kasnije stiče bakalaureat, a 1766. i magisterij. Bentham je studirao pravo i dosta je vremena provodio po sudovima, posebice onom Lorda Mansfielda te je 1769. godine, iako nije imao nikakve prakse, primljen u odvjetničku komoru. Njegova karijera u pravu prekinuta je prije nego što je i započela, jer je Bentham bio duboko frustriran kompleksnošću engleskog pravosuđa. Tokom studija je imao priliku prisustvovati predavanju Williama Blackstonea, jednog od najuglednijih britanskih pravnika, međutim uočio je brojne pogreške u njegovim tezama, o kojima će progovoriti u svom djelu A Fragment on Government; Bentham je svoje studijske dane provodio vršeći kemijske eksperimente i baveći se teorijsko-apstraktnim pitanjima u pravu, dok je vrlo malo vremena proveo čitajući pravnu literaturu. 
Kada mu je 1776. godine objavljeno djelo A Fragment on Government, Bentham je utro put onome što bi se danas moglo nazvati filozofskim radikalizmom. To djelo, njegovo prvo objavljeno, bilo je napisano vrlo jasnim i konciznim jezikom, što je bila velika razlika u odnosu na njegova kasnija djela. Kada je Lord Shelburne pročitao Benthamov traktar, 1781. godine je osobno kontaktirao mladog autora, koji će od tog trenutka postati čest gost u domu uglednog državnika. Tokom iste godine, Bentham je, u ime svog prijatelja i odvjetnika, Johna Linda, napisao traktat od 130 stranica u kojem je oštro napao i ismijavao američku političku filozofiju, a sve povodom donošenja Deklaracije nezavisnosti.
Godine 1785., Bentham je krenuo na put, preko Italije i Konstantinopola, za Rusiju, gdje je njegov brat Samuel radio kao inženjer u oružanim snagama. U Rusiji je napisao svoje djelo Defence of Usury, njegovo prvo djelo iz oblasti ekonomije. Napisano u formi trinaest pisama upućenih Adamu Smithu, djelo prikazuje Benthama kao sljedbenika Smithovih teorija, ali sljedbenika koji je jasno naglašavao da se Smith nije držao vlastitih postulata. Bentham je još jače naglašavao ekonomski individualizam, a sva njegova kasnija djela o ekonomiji će biti radikalno provođenje načela laissez faire.

### Zrelo razdoblje
U Englesku se vratio 1788. godine te je, razočaran neuspjehom u realizaciji političke karijere, odlučio proučiti načela zakonodavstva. Posljedica tog rada bilo je opsežno djelo An Introduction to the Principles of Morals and Legislation, na kojemu je Bentham radio punih devet godina, od 1780. godine do objavljivanja 1789. godine. U tom je djelu Bentham razvio svoju utilitarnu filozofiju te formulirao svoje poznato načelo najveće sreće, prema kojemu se vrijednost nečega mjeri prema tome koliko doprinosi najvećoj sreći najvećeg broja ljudi. Njegova djela su bila iznimno popularna i to je doprinijelo Benthamovom značajnom uspjehu u ovom razdoblju. 
Godine 1792. postao je počasni francuski građanin, a u je razdoblju s poštovanjem dočekivan u brojnim europskim državama pa čak i u Sjedinjenim Državama, prema kojima je bio javno kritičan. Također, održavao je korespondenciju s brojnim uglednicima svoga doba, među kojima su bili već spomenuti Adam Smith, ali i Octave Mirabeau te Francisco de Miranda. U ovom razdoblju, njegova glavna preokupacija bila je kodifikacija zakona, a glavna ambicija bila mu je postati tvorac kodeksa u svojoj, ali i nekim drugim zemljama; ta je njegova namjera oštro kritizirana, a on sam je optužen da ne razumije kompleksnost donošenja takvih tekstova. Ipak, Bentham je predlagao brojne društvene i pravne reforme, pri čemu se istaknuo kao jedan od pionira reforme zatvorskog sustava. Njegov idealni model zatvora, panoptikon, predstavljao je, tada, revolucionaran reformski prijedlog, kojega je Bentham svim silama pokušao realizirati, smatrajući da će na taj način poboljšati i sam sustav i uvjete u njemu. Godinama je pokušavao uvjeriti i nagovoriti političare na djelovanje, međutim osim novčane kompenzacije za trud (£23,000) iz 1813. godine, nije ostvario apsolutno ništa, barem ne u svojoj matičnoj zemlji. S druge strane, njegova ideja o panoptikonu će imati značajnog utjecaja u kasnijim razdoblju, kada su se u svijetu počeli javljati zatvori izgrađeni upravo prema njegovom planu (npr. Presidio Modelo na Kubi).
Godine 1823. pomogao je u osnivanju časopisa Westminster Review, zajedno s Jamesom Millom, koji je služio kao službeni list tzv. "Filozofskih radikala", skupinu mladih sljedbenika preko kojih je Bentham širio svoj utjecaj po javnom prostoru. Iako je bio odgojen u torijevskom duhu, Bentham je pod utjecajem prosvjetiteljske misli postao liberal. Kroz svoje tekstove je predlagao izbornu reformu i davanje prava glasa ženama, zalagavši se i za reformu bračnog prava kako bi razvod bio jednostavniji; sve su te ideje u tom razdoblju bile prilično revolucionarne, a Bentham je bio predvodnik reformskog pokreta u britanskoj političkoj misli.

### Smrt
Jeremy Bentham je preminuo 6. lipnja 1832. u Londonu, u dobi od 84 godine; pisanjem se bavio sve do nekoliko mjeseci prije smrti. Bentham je još 1769., kada je imao samo 21 godinu, sastavio oporuku temeljem koje je svoje truplo ostavio obiteljskom prijatelju, liječniku i kemičaru Georgeu Fordyceu, čija je kći, Maria Sophia, bila supruga Benthamova brata, kako bi ga ovaj disecirao u javnosti. Bentham je želio od sebe napraviti autoikonu, što je dodano izvornoj oporuci 1832. godine.  Počast mu je odana 9. lipnja, tri dana nakon smrti.
Nakon toga, njegov je kostur, zajedno s lubanjom, sačuvan i stavljen unutar ormara s izlogom, gdje je napunjen sijenom i odjeven u Benthamovu odjeću. Kostur je izvorno držao njegov učenik, Thomas Southwood Smith, ali ga je 1850. godine preuzeo u Londonu. Benthamov izvorni plan bio je da se njegova prava glava, mumificirana, zadrži na kosturu, međutim Southwood Smith nije bio uspješan u svojim eksperimentima pa je lubanji dodana voštana glava, kojoj je dodana Benthamova prava kosa. Prava glava je također bila izložena u ormaru, međutim je spremljena na sigurno nakon što su studenti zbijali šale s njom.
Benthamova autoikona se danas uglavnom nalazi na otvorenom i može se vidjeti u svako vrijeme, uz povremene iznimke. Tokom 100. i 150. obljetnice Koledža, Bentham je prenesen u Vijećnicu, gdje je bio "prisutan, ali bez prava glasa".

## Vanjske poveznice
- Jeremy Bentham and his Cat, Langbourne
- Djela Jeremy Bentham na Projekt Gutenbergu
- Jeremy Bentham, "Offences Against One's Self: Paederasty", c. 1785, free audiobook from LibriVox.
- The Bentham Project  Arhivirana inačica izvorne stranice od 10. veljače 2007. (Wayback Machine)at University College London. Includes a  and a on the Auto-Icon, and details of Bentham's will.
- Transcribe Bentham initiative run by the Bentham Project has its own website with useful links
- Bentham Index  Arhivirana inačica izvorne stranice od 6. srpnja 2011. (Wayback Machine), a rich bibliographical resource
- Jeremy Bentham, categorised links
- The Internet Encyclopedia of Philosophy  Arhivirana inačica izvorne stranice od 12. srpnja 2010. (Wayback Machine) has an extensive biographical reference of Bentham.
- Utilitarianism as Secondary Ethic A concise review of Utilitarianism, its proponents and critics.
- "Jeremy Bentham at the Edinburgh Festival Fringe 2007"  Arhivirana inačica izvorne stranice od 30. siječnja 2010. (Wayback Machine) A play-reading of the life and legacy of Jeremy Bentham.
- Introduction to the Principles of Morals and Legislation
- Jeremy Bentham na Curlie
- Detailed summary of Bentham's Principles of Morals and Legislation  Arhivirana inačica izvorne stranice od 13. prosinca 2013. (Wayback Machine)
- Jeremy Bentham (1748–1832). The Concise Encyclopedia of Economics. Library of Economics and Liberty. 2nd izdanje. Liberty Fund. 2008

Djela
- Online Library of Liberty – Jeremy Bentham  Arhivirana inačica izvorne stranice od 15. studenoga 2013. (Wayback Machine), partially including Bowring's (1843) The Works of Jeremy Bentham, and additional titles
- Jeremy Bentham  Arhivirana inačica izvorne stranice od 29. ožujka 2010. (Wayback Machine). Extensive collection of links to writings by and about Bentham

- Bentham's "Introduction to the principles of morals and legislation", lightly edited for easier reading